# Escobar (film)
Az Escobar (eredeti cím: Loving Pablo) 2017-ben bemutatott spanyol életrajzi thriller-filmdráma, melyet Fernando León de Aranoa írt és rendezett. A főbb szerepekben Javier Bardem, Penélope Cruz és Peter Sarsgaard látható.
Világpremierje a 74. Velencei Nemzetközi Filmfesztiválon és a 2017-es Torontói Nemzetközi Filmfesztiválon volt. Spanyolországban 2018. március 9-én mutatták be a mozikban. Magyarországon három hónappal később, július 26-án debütált szinkronizált változatban a Big Bang Media forgalmazásában.

## Cselekmény
A film középpontjában Pablo Escobar kolumbiai drogbáró és Virginia Vallejo újságírónő négy éven át tartó, viharos párkapcsolata áll.

## Szereplők
| Szerep               | Színész          | Magyar hang       |
| -------------------- | ---------------- | ----------------- |
| Pablo Escobar        | Javier Bardem    | Fekete Ernő       |
| Virginia Vallejo     | Penélope Cruz    | Botos Éva         |
| Shepard              | Peter Sarsgaard  | Makranczi Zalán   |
| Maria Victoria Henao | Julieth Restrepo | Kis-Kovács Luca   |
| Santos ügynök        | David Valencia   | Gémes Antos       |
| Salvador Martin      | Ariel Sierra     | Suhajda Dániel    |
| Gatillero            | Pedro Calvo      | Ágoston Péter     |
| Victor               | Miguel Such      | Karácsonyi Zoltán |

## Kritikai visszhang
A film negatív kritikákat kapott. A Metacritic oldalán a film értékelése 4% a 100-ból, ami 44 véleményen alapul. A Rotten Tomatoeson az Escobar 29%-os minősítést kapott, 21 értékelés alapján.